# Koen van der Wijst

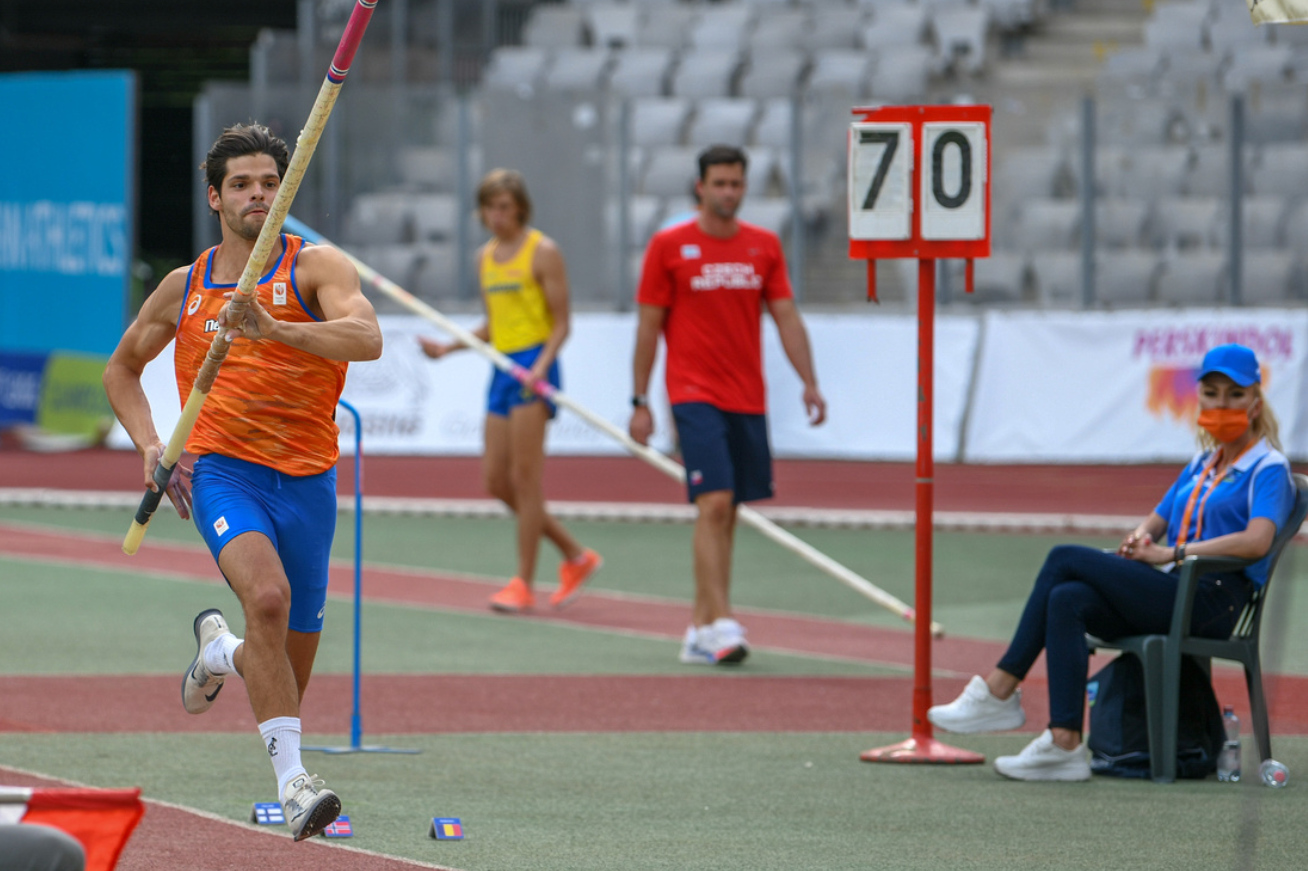
Koen van der Wijst in actie tijdens het EK landenteams in 2021

Koen van der Wijst (Maastricht, 7 augustus 1997) is een Nederlandse atleet die gespecialiseerd is in het polsstokhoogspringen.

## Biografie
Koen van der Wijst werd geboren en groeide op in Maastricht. Zijn sportieve carrière begon al op jonge leeftijd, maar het was pas later dat hij zich volledig richtte op het polsstokhoogspringen.
Van der Wijst traint bij Ilion te Zoetermeer en wordt begeleid door Jaap van der Plaat en komt uit voor Unitas Sittard.

## Nationale prestaties
Koen van der Wijst heeft meerdere keren deelgenomen aan de Nederlandse Atletiek Kampioenschappen, waar hij vaak in de topklasseringen eindigde. Hij is nationaal kampioen geworden in 2023. Indoor deed hij dit al eens in 2018.

## Internationale prestaties
Op internationaal niveau heeft Van der Wijst deelgenomen aan diverse Europese en wereldcompetities. Zijn beste prestatie op een groot internationaal toernooi was de derde plek die hij in 2023 behaalde op de FISU Summer World University Games in Chengdu.

## Prestaties en records
- persoonlijk record: 5,50 meter, 24 juni 2022, Apeldoorn
  - indoor: 5,50 meter, 17 februari 2024, Apeldoorn
- Nederlandse Kampioenschappen: titels in 2018 en 2023
- internationaal: bronzen medaille FISU Summer World University Games in Chengdu